# Gajah Mati (Sungai Lilin)
Gajah Mati is een bestuurslaag in het regentschap Musi Banyuasin van de provincie Zuid-Sumatra, Indonesië. Gajah Mati telt 3823 inwoners (volkstelling 2010).